# كابيل ديف
كابيل ديف رملال نيخانج (بالإنجليزية: Kapil Dev Ramlal Nikhanj)‏ هو لاعب كريكت هندي سابق ومدرب كريكت ولد في يوم 6 يناير 1959 في مدينة شانديغار في هاريانا في الهند، يعتبر واحد من أفضل لاعبي الكريكت في تاريخ الهند. قاد ديف منتخب الهند الوطني للكريكت بالفوز ببطولة كأس العالم للكريكيت في سنة 1983. في سنة 2002 تم اختياره من قبل مرجع ويسدن للكريكت كلاعب القرن للكريكت في الهند. درب كابيل أيضاً منتخب الهند للكريكت من سنة 1999 إلى سنة 2000.

## روابط خارجية
- كابيل ديف على موقع IMDb (الإنجليزية)
- كابيل ديف على موقع الموسوعة البريطانية (الإنجليزية)
- كابيل ديف على موقع قاعدة بيانات الفيلم (الإنجليزية)
- كابيل ديف على موقع إي آس بي آن كريك إنفو (الإنجليزية)